# Салешан
Салеша́н (фр. Saléchan, окс. Seleishan) — коммуна во Франции, находится в регионе Юг — Пиренеи. Департамент — Верхние Пиренеи. Входит в состав кантона Молеон-Барус. Округ коммуны — Баньер-де-Бигор.
Код INSEE коммуны — 65398.

## География

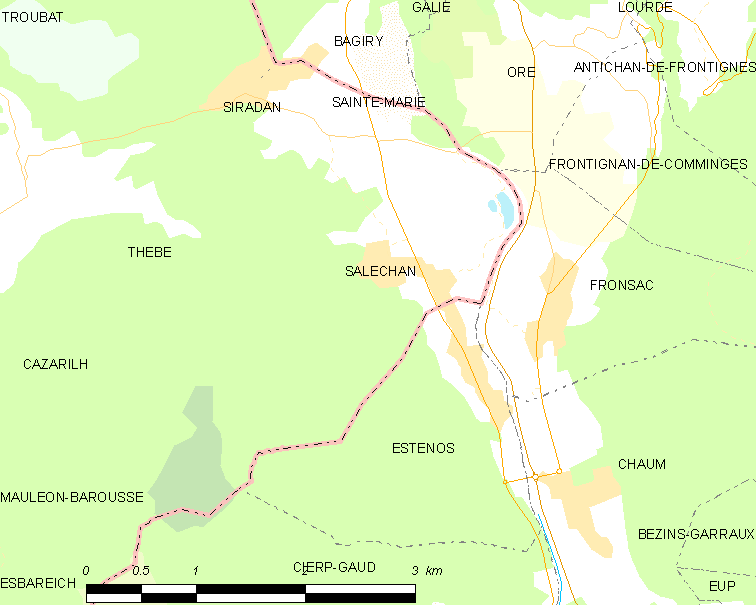
Карта коммуны

Коммуна расположена приблизительно в 670 км к югу от Парижа, в 100 км юго-западнее Тулузы, в 55 км к юго-востоку от Тарба.
На северо-востоке коммуны протекает река Гаронна и проходит канал Мулен.

## Климат
Климат умеренно-океанический с солнечной тёплой погодой и обильными осадками на протяжении практически всего года.

## Население
Население коммуны на 2010 год составляло 192 человека.
| 1962 | 1968 | 1975 | 1982 | 1990 | 1999 | 2010 |
| ---- | ---- | ---- | ---- | ---- | ---- | ---- |
| 286  | 266  | 245  | 246  | 204  | 173  | 192  |

## Администрация
| Период | Период | Фамилия       | Партия | Примечания |
| ------ | ------ | ------------- | ------ | ---------- |
| 2001   | 2004   | Клод Сюберказ |        |            |
| 2004   | 2008   | Жанна Мешитуа |        |            |
| 2008   | 2020   | Тьерри Фор    |        |            |

## Экономика
В 2010 году среди 103 человек трудоспособного возраста (15-64 лет) 73 были экономически активными, 30 — неактивными (показатель активности — 70,9 %, в 1999 году было 68,0 %). Из 73 активных жителей работали 69 человек (34 мужчины и 35 женщин), безработных было 4 (3 мужчин и 1 женщина). Среди 30 неактивных 8 человек были учениками или студентами, 14 — пенсионерами, 8 были неактивными по другим причинам.

## Достопримечательности
- Часовня Св. Иулиана[фр.] (XII век). Исторический памятник с 1979 года[4]

## Фотогалерея

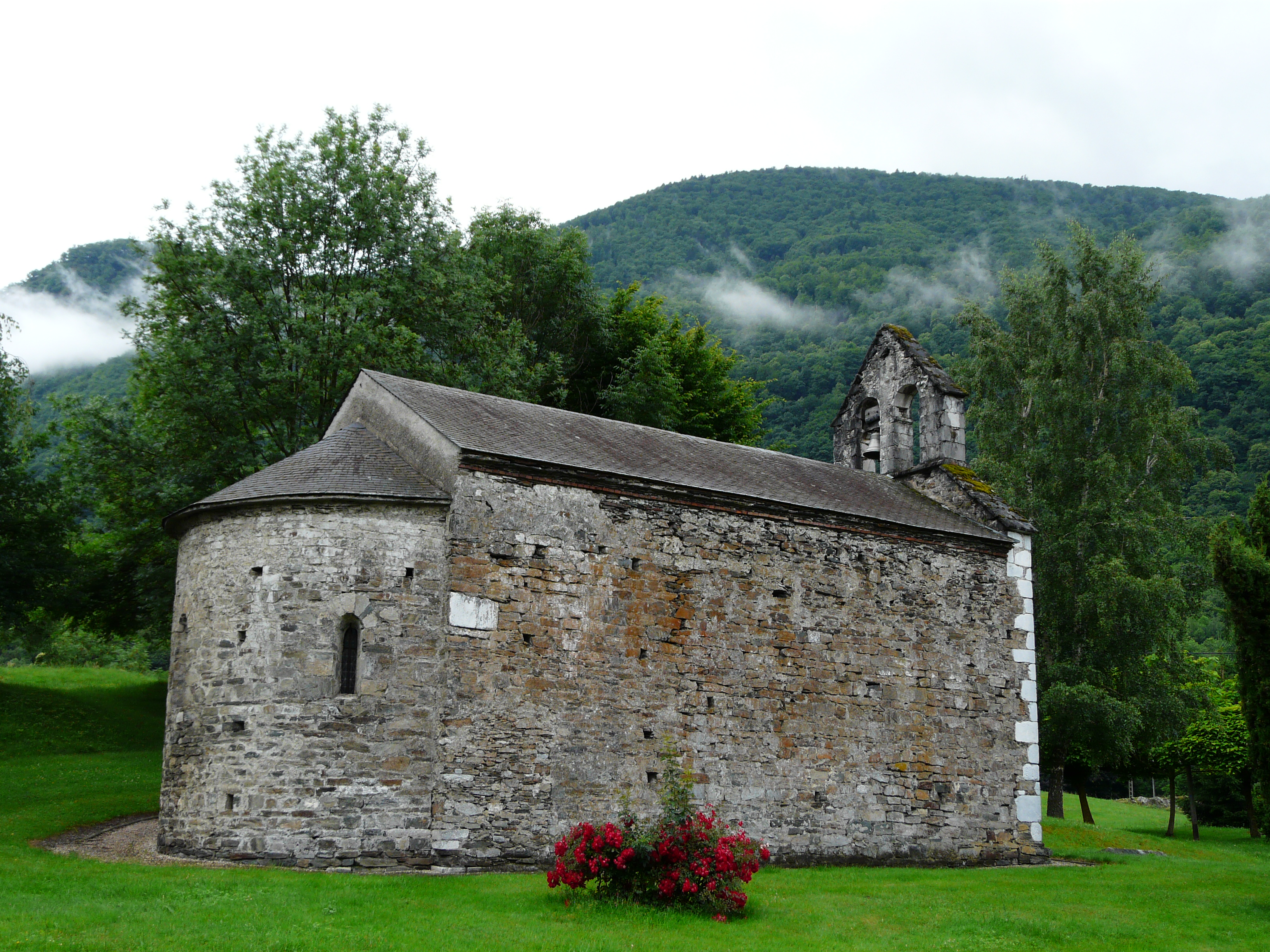
Часовня Св. Иулиана
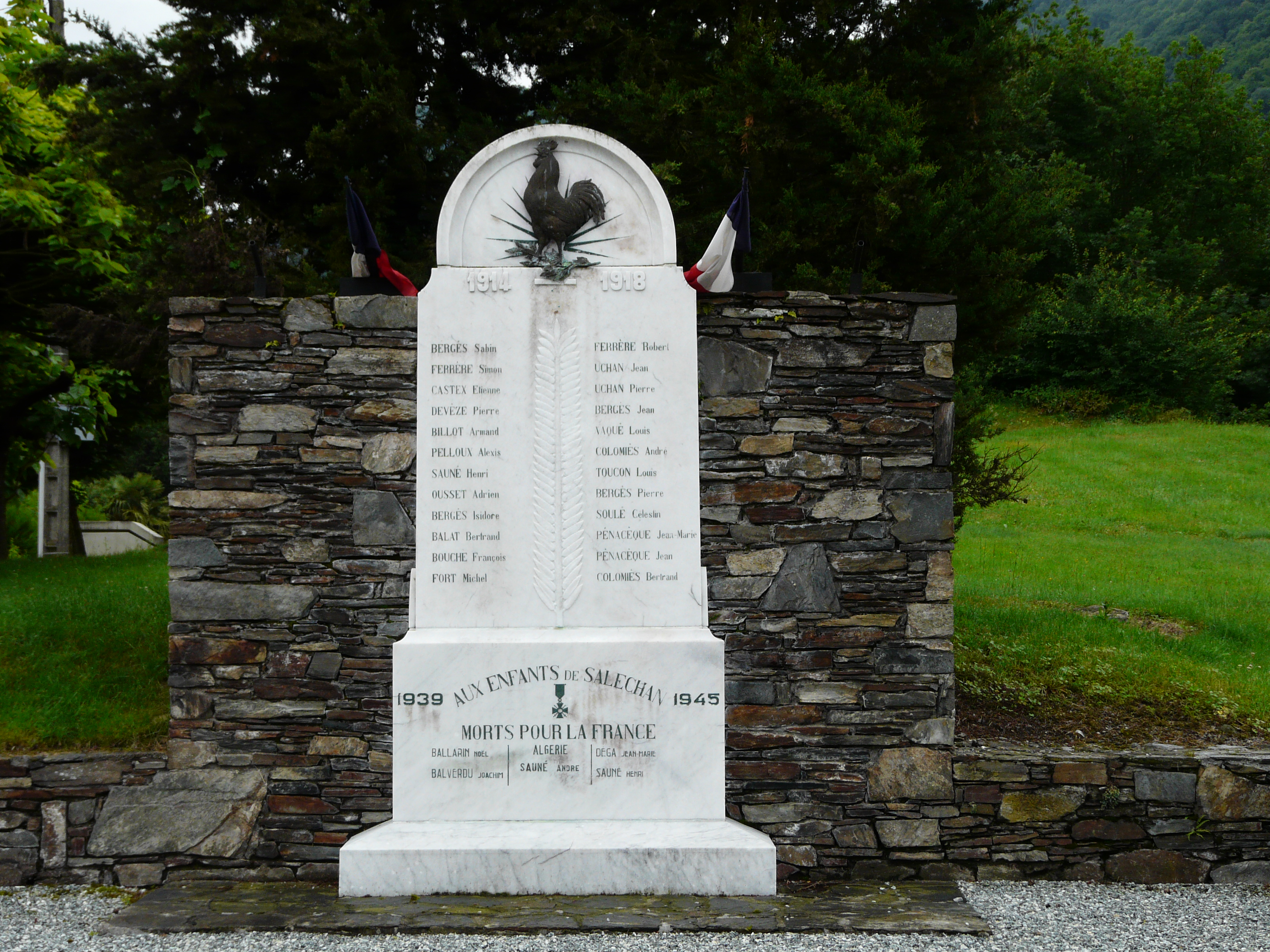
Военный мемориал
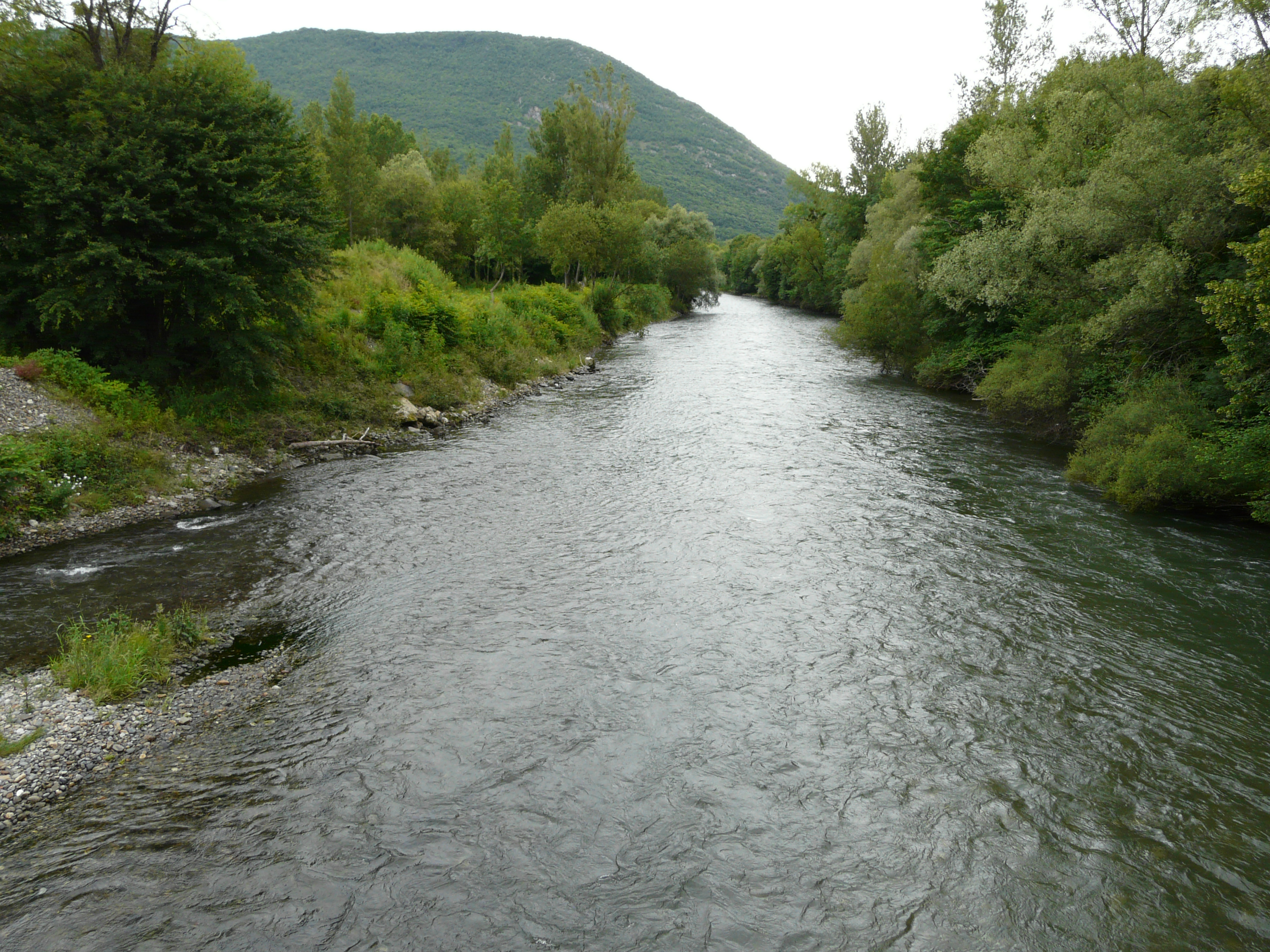
Река Гаронна
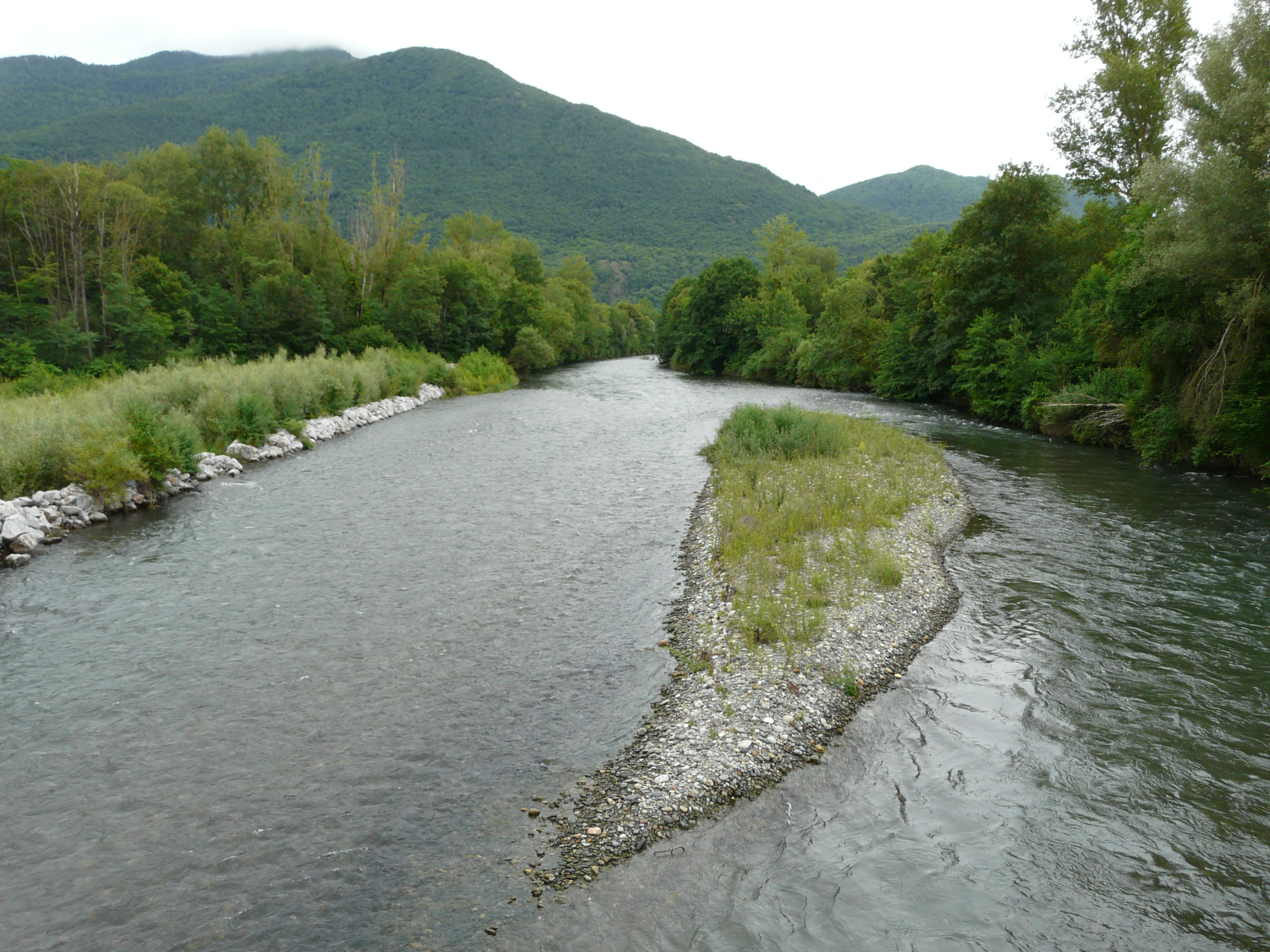
Река Гаронна